# أوتو ملك اليونان

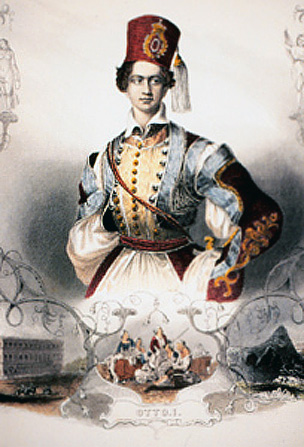
الملك أوتو

أوتو (باليونانية: Όθων)‏ ‏ (مواليد 1 يونيو 1815 في زالتسبورغ، وتوفي بتاريخ 26 يوليو 1867 في بامبرغ) هو أمير بافاري أصبح أول ملك لليونان عام 1832 بموجب اتفاقية لندن، واستمرت فترة حكمه حتى عزله عام 1862.
اعتلى أوتو وهو الابن الثاني للملك لودفيغ الأول من بافاريا عرش مملكة اليونان الذي أقيم حديثاً وهو لا يزال قاصراً. قام مجلس وصاية ثلاثي مؤلف من مسؤولين في البلاط البافاري بإدارة الحكومة في بادئ الأمر. أزال أوتو الوصاة فور بلوغه سن الرشد بعد افتقارهم لأي قدر من الشعبية بين الناس وحكم حكماً ملكياً مطلقاً. وثبت إلحاح مطالبات الرعايا اعتماد دستور للبلاد، فاضطر للإعلان عن دستور عام 1843 في وجه تمرد مسلح لم تُرق فيه الدماء، بيد أنه زوّر الانتخابات مستخدماً التزوير والترهيب.
لم يستطع أوتو خلال فترة حكمه من منع التدخلات الخارجية بالاقتصاد أو علاج مشكلة الفقر التي عانت منها اليونان. اتسمت ملامح السياسية اليونانية خلال هذه الحقبة بإقامة التحالفات مع القوى العظمى الثلاث، وبقدرة أوتو المحافظة على استمرارية تلقيه للدعم من القوى العظمى ليضمن بذلك بقائه في سدة الحكم. عمل أوتو على صيانة مصالح أتباع القوى العظمى المتناحرة من اليونانيين دون التصعيد مع القوى الكبرى. تراجعت شعبية أوتو بين الشعب حين فرضت البحرية الملكية البريطانية حصاراً على اليونان عام 1850 ومجدداً عام 1854 لمنع اليونان من مهاجمة الدولة العثمانية خلال حرب القرم. ووقع بفعل هذا محاولة لاغتيال الملكة ونُحي أوتو عن الحكم بينما كان في الريف عام 1862. وتوفي في المنفى ببافاريا عام 1867.

## حرب القرم
كانت فكرة ميغالي (Μεγάλη Ιδέα) القائمة حول توحيد كامل الشعب اليوناني في الدولة العثمانية لاستعادة الإمبراطورية البيزنطية قد جعلت أوتو ينظر في احتمال دخول حرب القرم إلى جانب روسيا ضد تركيا وحلفائها الفرنسيين والبريطانيين عام 1853، انتهت بالفشل وأدت إلى تدخل القوتان العظمتان من جديد كما أدت إلى حصار ميناء بيرايوس ما أرغم اليونان على اتخاذ موقف محايد.